# روابط اوکراین و سوریه

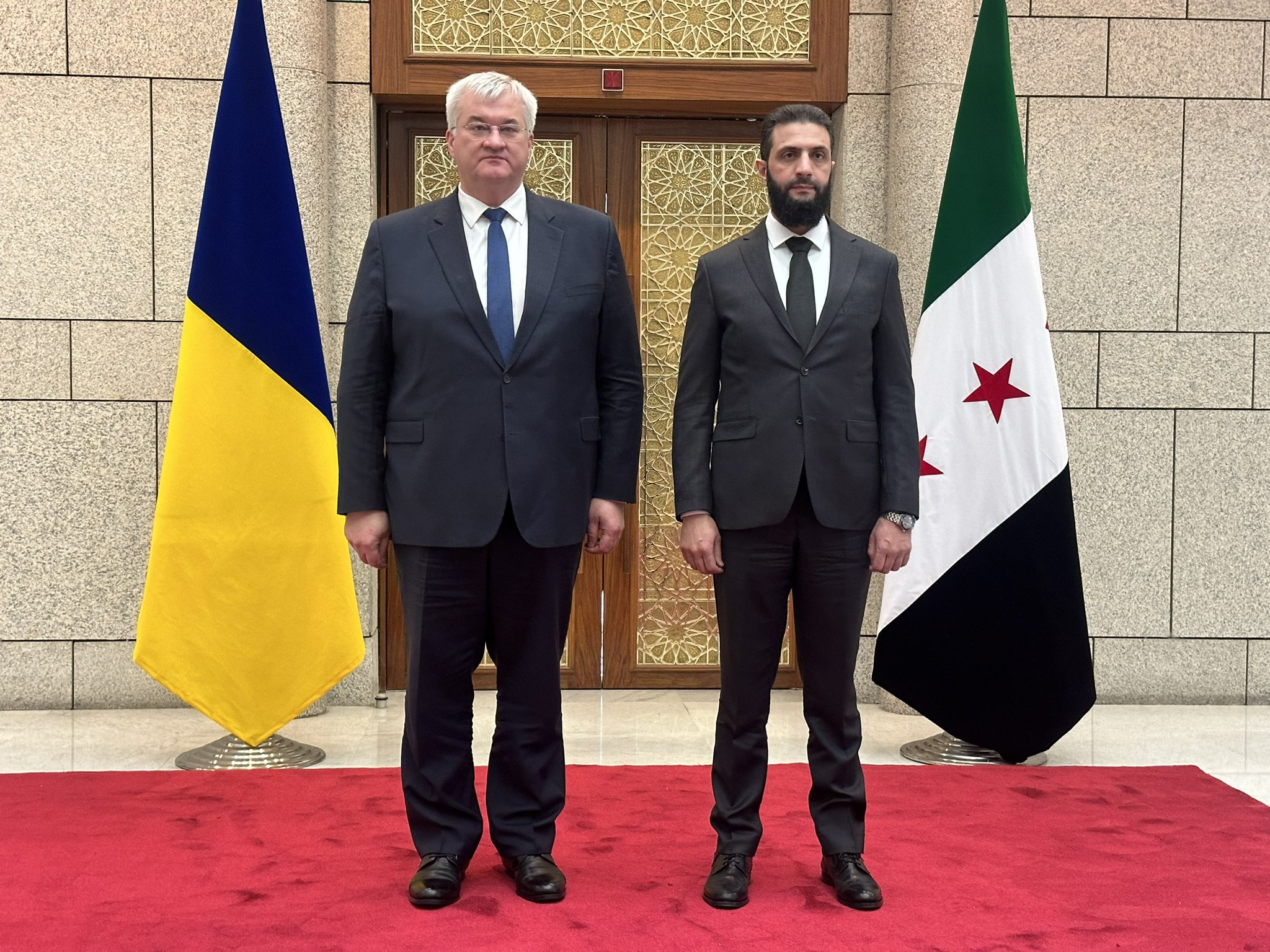
رئیس‌جمهور سوریه، احمد الشرع (راست)، با وزیر امور خارجه اوکراین، آندری سیبیها (چپ)، در ۳۰ دسامبر ۲۰۲۴

روابط بین اوکراین و سوریه از سال ۱۹۹۲ وجود داشته است، به جز یک دوره دو ساله از ۲۰۲۲ تا ۲۰۲۴ که پس از به رسمیت شناختن مناطق دونتسک و لوهانسک تحت اشغال روسیه توسط سوریه بعثی، این روابط قطع شد. پس از سقوط رژیم اسد، روابط بین دو کشور دوباره برقرار شد. سفارت اوکراین در لبنان درحال حاضر از منافع اوکراین در سوریه محافظت می‌کند.

## تاریخ

### سوریه بعثی
سوریه استقلال اوکراین را در ۲۸ دسامبر ۱۹۹۱ به رسمیت شناخت. این کشورها در ۳۱ مارس ۱۹۹۲ روابط دیپلماتیک برقرار کردند.
با شروع جنگ داخلی سوریه در سال ۲۰۱۱، سوریه بعثی از نظر سیاسی بیش از پیش به فدراسیون روسیه نزدیک شد. به دلیل به رسمیت شناختن اشغال کریمه توسط روسیه در سال ۲۰۱۴، روابط دوجانبه متوقف شد. اوکراین با استناد به نقض حقوق بشر توسط دولت بشار اسد علیه غیرنظامیان سوری، سفارت خود را در دمشق در سال ۲۰۱۶ بست و در سال ۲۰۱۸ دستور بسته شدن سفارت سوریه در کی‌یف را صادر کرد.
در ۲۹ ژوئن ۲۰۲۲، سوریه بعثی استقلال جمهوری خلق دونتسک و لوهانسک را از اوکراین به رسمیت شناخت، پس از آن، در ۳۰ ژوئن ۲۰۲۲، اوکراین روابط خود را با سوریه قطع کرد. سوریه بعثی در ۲۰ ژوئیه ۲۰۲۲ به‌طور رسمی روابط دیپلماتیک خود با اوکراین را به استناد اصل عمل متقابل قطع کرد.

### پسا سوریه بعثی

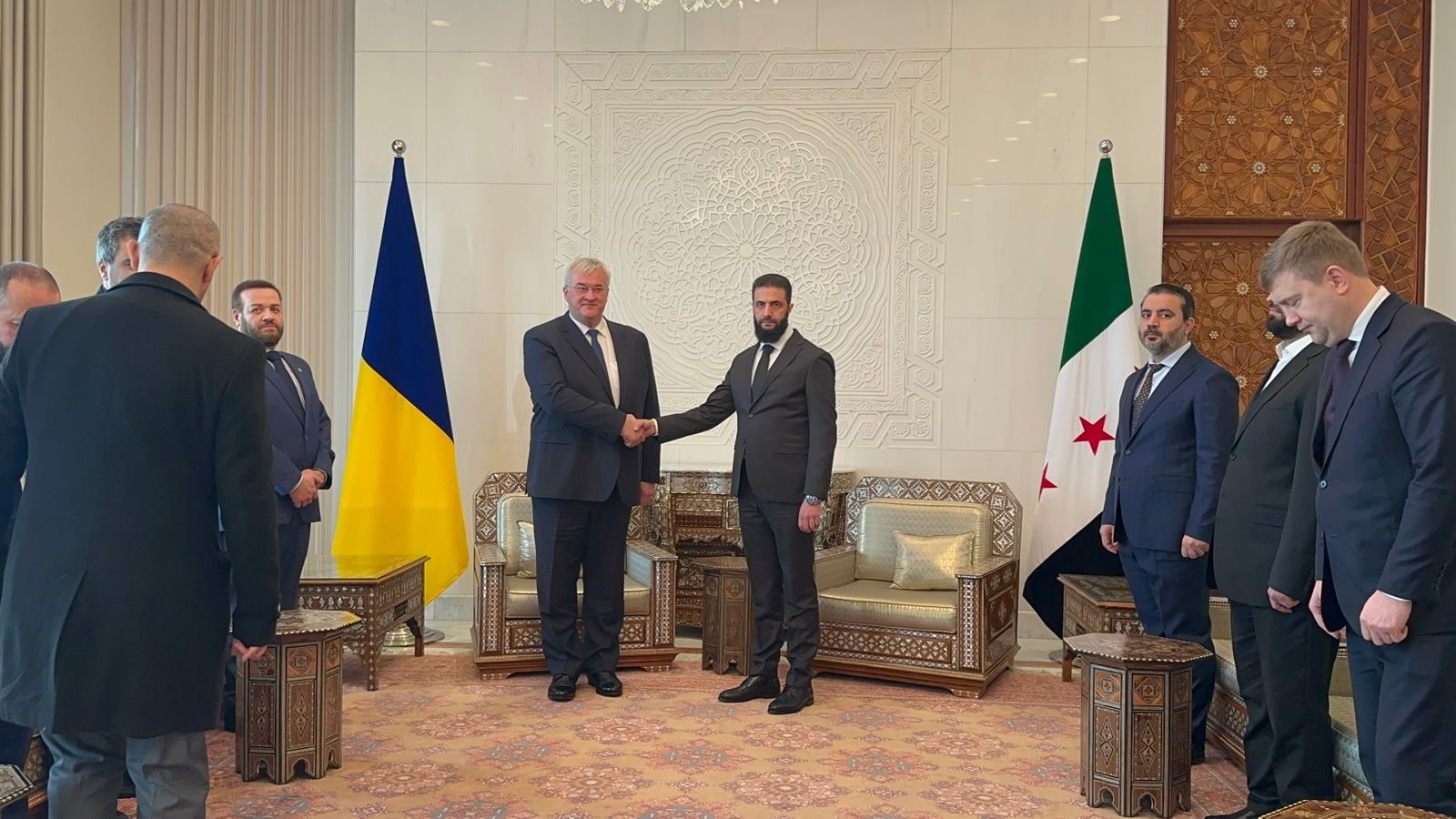
نشستی بین هیئت‌هایی به رهبری آندری سیبیها از اوکراین و احمد الشرع از سوریه که در ۳۰ دسامبر ۲۰۲۴ در دمشق برگزار شد و در مورد احیای روابط دوجانبه گفتگو کرد

پس از سقوط رژیم اسد در دسامبر ۲۰۲۴، اوکراین از جامعه بین‌المللی خواست تا برای حمایت از صلح پایدار در سوریه با یکدیگر همکاری کنند و از طریق برنامه غلات از اوکراین کمک‌های بشردوستانه ارائه کرد. رئیس‌جمهور اوکراین، ولودیمیر زلنسکی اعلام کرد که آماده حمایت از دولت انتقالی سوریه است. در اواخر همان ماه، زلنسکی تأیید کرد که ۵۰۰ تن آرد گندم به عنوان بخشی از برنامه بشردوستانه کشورش تحت عنوان غلات از اوکراین به سوریه ارسال شده است.
در ۳۰ دسامبر ۲۰۲۴، دیپلمات ارشد اوکراین با احمد الشرع، رهبر دفاکتوی سوریه در دمشق دیدار کرد. هیئت عالی‌رتبه اوکراینی شامل وزیر امور خارجه اوکراین، آندری سیبیها، وزیر سیاست کشاورزی و مواد غذایی اوکراین، ویتالی کووال و نماینده ویژه رئیس‌جمهور اوکراین بود. اواخر همان روز، اوکراین کنسولگری افتخاری خود را در دمشق افتتاح کرد. سیبیها مراسم برافراشتن پرچم را در کنار سرکنسول افتخاری، تامر التونسی، یک کارآفرین اوکراینی-سوری، و اعضای جامعه اوکراینی رهبری کرد و از آنها به خاطر حفظ زبان و فرهنگ اوکراینی تشکر کرد.
During the meeting, Syria's newly appointed Foreign Minister Asaad Hassan al-Shaybani expressed interest in building "strategic partnerships" with Ukraine, emphasizing mutual sovereignty and diplomatic representation. Ukrainian Foreign Minister Sybiha discussed the potential for strengthening Ukrainian-Syrian relations and Ukraine’s role in Syria’s food security despite the ongoing conflict with Russia. Sybiha also criticized the Russian and Assad regimes, stating that the removal of Russian forces from Syria would contribute to stability in the Middle East and Africa. In a related statement, Syria's al-Sharaa acknowledged the country's strategic ties with Russia, citing Russian-supplied arms and expertise in infrastructure, and opposed any calls for a complete Russian withdrawal.
در ۲ ژانویه ۲۰۲۵، ولودیمیر زلنسکی، رئیس‌جمهور اوکراین، برنامه‌هایی را برای از سرگیری روابط دیپلماتیک با سوریه اعلام کرد.